# La bestia en la jungla
La bestia en la jungla (en francés: La Bête dans la jungle) es una película dramática francesa de 2023 dirigida por Patric Chiha, a partir de un guion de Chiha, Axelle Ropert y Jihane Chouaib, adaptada libremente de la novela corta de 1903 del mismo nombre de Henry James, y protagonizada por Anaïs Demoustier, Tom Mercier y Béatrice Dalle. La película es una coproducción entre Francia, Bélgica y Austria. Hizo su estreno mundial en competición en la sección Panorama del Festival de Cine de Berlín 2023.

## Sinopsis
Durante 25 años, de 1979 a 2004, en una discoteca, dos personas observan juntas un suceso misterioso. La historia del disco al techno, la historia de un amor, la historia de una obsesión. La cosa finalmente se manifestará, pero de una forma mucho más trágica de lo esperado.

## Reparto
- Anaïs Demoustier como May
- Tom Mercier como John
- Béatrice Dalle como la fisonomista
- Martin Vischer como Pierre
- Sophie Demeyer como Alice
- Pedro Cabañas como Mr. Pipi
- Mara Taquin como Céline
- Bachir Tlili como Yacine

## Producción

### Rodaje
El rodaje tuvo lugar en Viena (Austria) y en Bruselas y Saint-Josse-ten-Noode (Bélgica) entre el 11 de noviembre de 2021 y el 14 de enero de 2022. El club Mirano de Bruselas sirvió de escenario para la discoteca que aparece en la película.